# Richard Morales
Richard Javier Morales (Las Piedras, 21 februari 1975) is een voormalig voetballer uit Uruguay. Hij speelde tot medio 2007 als aanvaller bij het Spaanse Málaga CF in de Segunda División A. Morales heeft als bijnaam El Chengue.

## Clubcarrière
Morales speelde in eigen land bij Club Atlético Platense (1996-1997), Basañez (1997-1999) en Nacional Montevideo (1999-2002). In 2002 werd hij gecontracteerd door het Spaanse CA Osasuna. Bij deze club speelde Morales tot 2005, waarna hij vertrok naar Málaga CF.

## Interlandcarrière
Morales was tevens Uruguayaans international. Hij maakte zijn debuut voor de nationale ploeg op vrijdag 13 juli 2001 in de Copa América-groepswedstrijd tegen Bolivia, die Uruguay met 1-0 won door een treffer van Javier Chevantón. Andere debutanten namens de Celeste in dat duel waren Pablo Lima (Danubio FC), Joe Bizera (Deportivo La Coruña), Jorge Anchén (Danubio FC), Sebastián Eguren (Montevideo Wanderers), Diego Pérez (Defensor Sporting Club), Carlos Morales (Deportivo Toluca) en Javier Chevantón (Danubio FC).
Morales scoorde twee keer in de kwalificatiewedstrijd voor het WK 2002 tegen Australië, waardoor Uruguay zich plaatste voor het toernooi in Zuid-Korea en Japan. Op het WK speelde Morales de tweede helft van de laatste groepswedstrijd tegen Senegal (3-3) als vervanger van Sebastián Abreu. Hij scoorde onmiddellijk na zijn invalbeurt.
| Interlanddoelpunten | Interlanddoelpunten | Interlanddoelpunten | Interlanddoelpunten | Interlanddoelpunten | Interlanddoelpunten | Interlanddoelpunten | Interlanddoelpunten |
| #                   | Datum               | Locatie             | Wedstrijd           | Goal(s)             | Score               | Uitslag             | Wedstrijd           |
| ------------------- | ------------------- | ------------------- | ------------------- | ------------------- | ------------------- | ------------------- | ------------------- |
| 1                   | 25/07/2001          | Pereira             | Mexico – Uruguay    | 33'                 | 1 – 1               | 2 – 1               | Copa América        |
| 2                   | 25/11/2001          | Montevideo          | Uruguay – Australië | 70'                 | 2 – 0               | 3 – 0               | WK-kwalificatie     |
| 3                   | 25/11/2001          | Montevideo          | Uruguay – Australië | 89'                 | 3 – 0               | 3 – 0               | WK-kwalificatie     |
| 4                   | 21/05/2002          | Singapore           | Singapore – Uruguay | 27'                 | 0 – 1               | 1 – 2               | Oefeninterland      |
| 5                   | 21/05/2002          | Singapore           | Singapore – Uruguay | 77'                 | 0 – 2               | 1 – 2               | Oefeninterland      |
| 6                   | 11/06/2002          | Suwon               | Senegal – Uruguay   | 46'                 | 3 – 1               | 3 – 3               | WK-eindronde        |